# Admagetobriga
Admagetobriga (in latino Admagetobriga) era una fortezza gallica non ancora localizzata con precisione. È possibile che si trovasse in Alsazia, presso Sélestat  . Un'altra localizzazione è l'oppidum gallico sull'altura del Mons Arduus (ora Mont Ardoux), a Pontailler-sur-Saône/Heuilley-sur-Saône, nei cui pressi, alla confluenza tra la Saona e l'Ognon, a metà del XVIII secolo, sarebbe stata trovata un'ansa di un'anfora, o di un'urna, con l'iscrizione MAGETOB.

## Etimologia
Il toponimo contiene un suffisso derivante dalla radice celtica *brig- con il significato di altura o fortezza. All'interno del nome è presente il termine *mageto- o *mogeto- derivato da una radice *mag- (grande). Il nome potrebbe quindi essere un accrescitivo dal significato di fortezza potente.

## Battaglia di Admagetobriga
Nei pressi della fortezza, nel 60 a.C., si svolse la battaglia di Admagetobriga che vide l'alleanza gallica tra Edui e Sequani soccombere contro i Suebi ed altre tribù germaniche guidate da Ariovisto. L'evento è citato da Cesare:
(Cesare, Commentarii de bello Gallico. i, 31, 6-10.)

## Contesto storico
Gli attriti tra gli invasori di stirpe germanica e le popolazioni galliche minacciate si inquadra nel contesto storico che avrebbe fornito a Cesare i motivi (o i pretesti) per pianificare l'invasione militare di tutta la Gallia.